# Rothmann (Mondkrater)
Rothmann ist ein Einschlagkrater auf der Mondvorderseite südwestlich des Mare Nectaris, südwestlich des Kraters Piccolomini und nordöstlich von Lindenau, westlich der Rupes Altai.
Der Kraterrand ist unregelmäßig geformt und wenig erodiert, das Innere ist uneben und weist konzentrische Strukturen auf.
| Buchstabe | Position           | Durchmesser | Link |
| --------- | ------------------ | ----------- | ---- |
| A         | 29,49° S, 27,6° O  | 7 km        |      |
| B         | 31,83° S, 28,4° O  | 21 km       |      |
| C         | 28,67° S, 25° O    | 18 km       |      |
| D         | 29,01° S, 22,77° O | 13 km       |      |
| E         | 32,97° S, 29,19° O | 10 km       |      |
| F         | 29,21° S, 28° O    | 5 km        |      |
| G         | 28,55° S, 24,45° O | 92 km       |      |
| H         | 29,19° S, 25,38° O | 11 km       |      |
| J         | 29,41° S, 25,7° O  | 7 km        |      |
| K         | 28,88° S, 24,34° O | 5 km        |      |
| L         | 29,26° S, 28,71° O | 13 km       |      |
| M         | 31,24° S, 29,84° O | 15 km       |      |
| W         | 30,89° S, 26,55° O | 10 km       |      |

Der Krater wurde 1935 von der IAU nach dem deutschen Mathematiker und Astronomen Christoph Rothmann offiziell benannt.